# Contee del New Hampshire
Questa è una lista delle dieci contee del New Hampshire, negli Stati Uniti d'America. 

## Storia

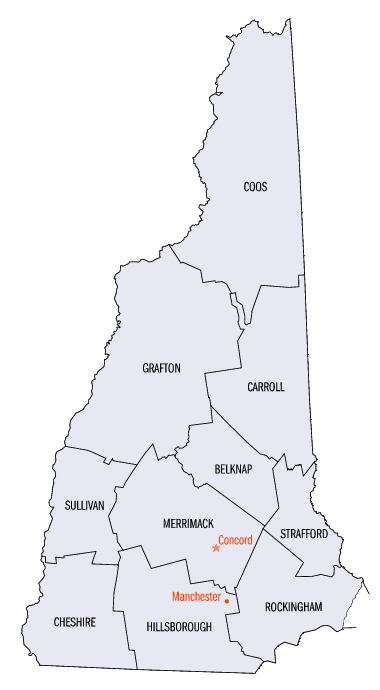
Contee del New Hampshire

Cinque delle contee sono state fondate nel 1769, quando il New Hampshire era ancora una colonia inglese e non uno stato, durante la prima suddivisione dello stato in contee. Le ultime contee create erano Belknap County e Carroll County, nel 1840.
La maggior dei nome delle contee del New Hampshire riprendono i nomi di personalità inglesi o americani o aree geografiche e le caratteristiche. Un solo nome della contea ha origine in una lingua dei nativi americani: Contea di Coos, prende il nome dalla lingua algonchina "piccoli pini".

## Lista
Le contee tendono ad essere più piccole in superficie verso la fine meridionale dello stato, dove si concentra la maggior parte della popolazione del New Hampshire, e più grande in superficie nel nord meno popoloso.
| Nome         | Codice FIPS | Capoluogo di contea (precedente capoluogo) | Data di fondazione | Origine                                                   | Etimologia | Popolazione | Superficie | Mappa |
| ------------ | ----------- | ------------------------------------------ | ------------------ | --------------------------------------------------------- | --- | ----------- | ---------- | ----- |
| Belknap      | 001         | Laconia                                    | 1840               | Parte del territorio di Merrimack e di Strafford          | Jeremy Belknap (1744-1798), storico del New Hampshire. | 60.641      | 1.039 km²  |       |
| Carroll      | 003         | Ossipee                                    | 1840               | Parte del territorio di Strafford                         | Charles Carroll (1737-1832), fu il quinto (2 agosto 1776) firmatario della dichiarazione di indipendenza degli Dichiarazione d'indipendenza degli Stati Uniti d'AmericaStati Uniti d'America e membro (1776-1778) del Congresso degli Stati Uniti d'America.      | 47.285      | 2.419 km²  |       |
| Cheshire     | 005         | Keene                                      | 1769               | Una delle cinque iniziali contee create nel New Hampshire | Contea inglese del Cheshire. | 75.909      | 1.834 km²  |       |
| Coos         | 007         | Lancaster                                  | 1803               | Parte del territorio di Grafton                           | Termine che nella lingua algonchina significa "piccoli pini". | 31.212      | 4.665 km²  |       |
| Grafton      | 009         | North Haverhill                            | 1769               | Una delle cinque iniziali contee create nel New Hampshire | Augustus Henry FitzRoy, III duca di Grafton (1735-1811), Primo ministro del Regno Unito (1768-1770). | 89.320      | 4.439 km²  |       |
| Hillsborough | 011         | Manchester e Nashua                        | 1769               | Una delle cinque iniziali contee create nel New Hampshire | Wills Hill, I marchese del Downshire (1718-1793), noto come Visconte di Hillsborough dal 1742 e Conte di Hillsbourough dal 1751, fu Segretario di Stato per le Colonie tra il 1768 e il 1772, nel periodo critico che portò alla Guerra d'indipendenza americana. | 406.678     | 2,269 km²  |       |
| Merrimack    | 013         | Concord                                    | 1823               | Parte del territorio di Hillsborough e di Rockingham      | Dal Fiume Merrimack | 147.994     | 2.419 km²  |       |
| Rockingham   | 015         | Brentwood                                  | 1769               | Una delle cinque iniziali contee create nel New Hampshire | Charles Watson-Wentworth,(1730-1782) II marchese di Rockingham due volte Primo ministro del Regno Unito(1765-1766, 1782). | 301.777     | 1.800 km²  |       |
| Strafford    | 017         | Dover                                      | 1769               | Una delle cinque iniziali contee create nel New Hampshire | William Wentworth, 2º conte di Strafford (1626-1695), nobile inglese che possedeva terre coloniali nel New Hampshire | 126.825     | 956 km²    |       |
| Sullivan     | 019         | Newport                                    | 1827               | Parte del territorio di Cheshire                          | John Sullivan (1740-1795), 3º e 5º Governatore del New Hampshire | 42.967      | 1.391 km²  |       |